# 分布境界線
分布境界線とは、個々の生物種の分布域の範囲を区切る線であるが、特に、生物地理学において、多くの生物の分布の境界になっている、生物相の異なる区域の境界線のことを指す。

## 個々の生物において
生物の分布の範囲は、その生物の生理的限界によって決まると考えられがちであるが、実際にはよりさまざまな条件が影響するものである。
生理的条件
それぞれの生物は、生息可能な生理的条件の幅がある。温度などはその代表であるが、例えば耐寒能力の限界より低温になる地域には生息できない。このような生理的能力の限界が、分布範囲の最大限の広さを決める。現実の分布域は、この中に含まれる。
ただし、微気候などによって、気象データの上では生息不可能な範囲に分布を持つ生物の例はある。日本では、日本海側で南方系の植物がかなり北まで侵入しているのは、冬季に雪を被ることで、より冷たい空気に触れずにすんでいるためと言われる。
生物的条件
他の生物との関係のために、生理的には生育可能な場所でも棲んでいない、という場合もある。例えば餌になる生物がいなかったとか、同一の生態的地位を占める生物がいたために棲みつけなかった場合などである。また、その生物の行動上の特性によってその地域が選ばれないという場合もある。
地史的条件
たとえば陸上動物の多くは、（ちょっとした海峡を自力で渡ったり台風で流されたりするわずかな例外を除けば）陸続きでなければ移動できない。したがって、ある地域で生まれた動物は、海で隔てられたところには生息域を広げられない。あるいは、一度は生息域であった場所でも、水没すれば全滅せざるを得ない。そのような、各々の地域の歴史に基づいて分布が決まる場合もある。
地史的条件がその生物の到達可能な範囲を規定し、他方で生理的条件がその生物の潜在的な生息可能な範囲を規定する。実際に見られる生息範囲はこの両者の重なる範囲の中で、生物的条件が満たされた場合である。大まかに言えば、陸上性で移動能力の低いもの、たとえば両生類や淡水魚、哺乳類などは地史的な影響を受けやすく、クモ類や鳥類など、遠距離の伝播が可能なものはその影響を受けにくく、生理的限界により近い分布を示すと見られる。したがって、前者においては、大きな海峡などは多くの種に共通な分布境界線になりがちである。
なお、地史的なレベルでは海水準変動があったことが知られている。そのため、浅い海峡は頻繁に陸続きとなり、分布境界線の役割を果たさない。ある程度深い海峡は、ごくまれにしか陸続きにならないので、分布境界線として重要となる。逆に、大きな陸地を隔てるそのような海峡は、それがいつ陸続きになったかが生物の分布に大きな影響を与える。このように見たとき、このような形での陸続きを陸橋という。

## 生物地理学において

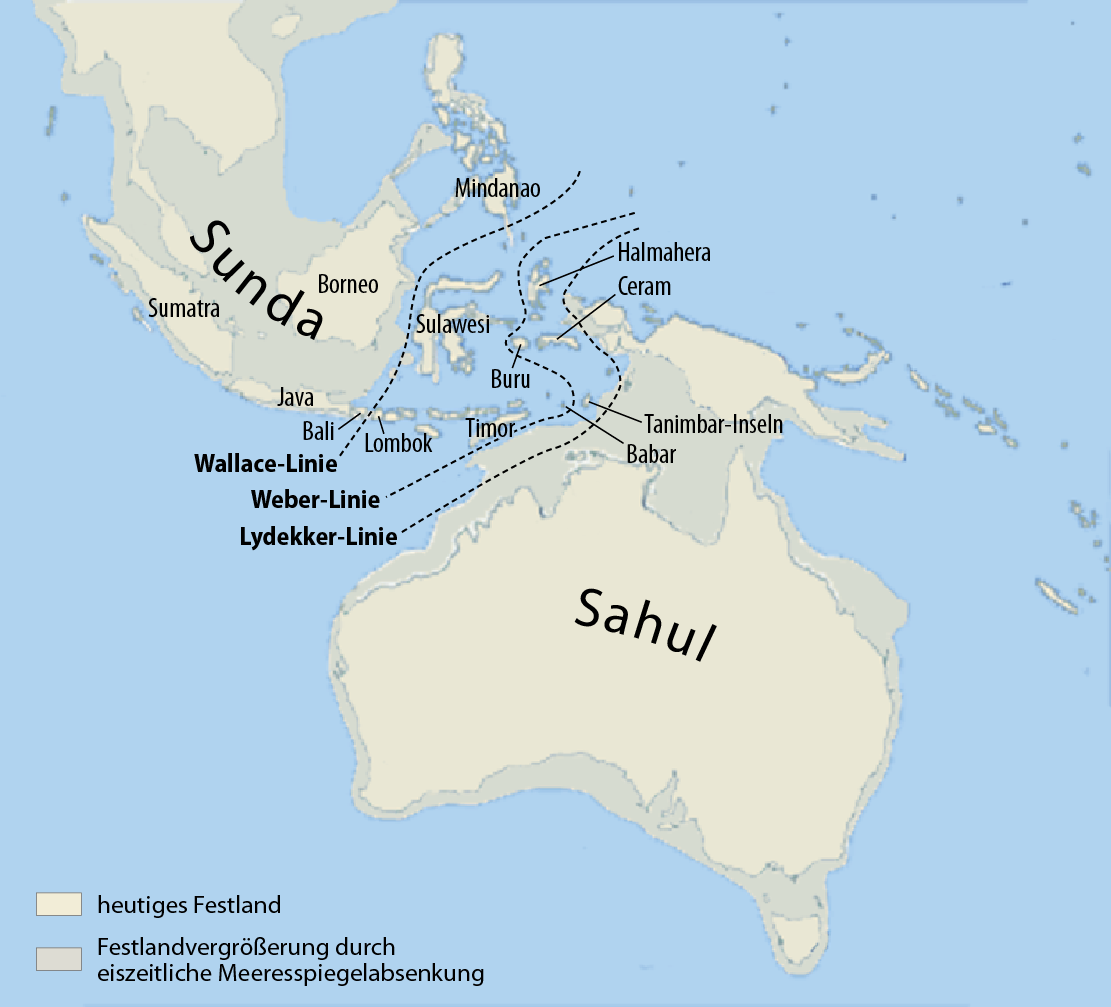
ウォレス線、ウェーバー線などの位置

さまざまな生物の分布を見ていると、多くの種の分布境界線がほぼ重なっている場合がある。その線を挟んで多くの生物が入れ替わることになるから、かなり異なった生物相になる。つまり、生物相の境界線になるわけである。このようなものを、生物地理学では分布境界線として特に取り上げ、それぞれに名前をつける。
このような分布境界線の最初のものは、アルフレッド・ウォレスの発見になるものである。彼は1868年、インドネシアにおける生物研究の中から、主として動物相の差をもとにその存在を主張した。彼の言う境界線はスンダ列島のバリ島とロンボク島の間を通り、ボルネオ島、セレベス島の間を経て、ミンダナオ島の南へ抜けるものである。彼によると、これより西は東南アジアを含む東洋区の生物相を持ち、これより東はオーストラリア区に属する。この境界線は、のちにウォレス線と呼ばれるようになった。
その後、エルマー・ドリュー・メリルは植物相の研究に基づいて、ミンダナオ島の南へ抜ける線を延長し、パラワン島以外のフィリピンの西を通り、バシー海峡で東へ折れる線を提唱した。これは後に新ウォレス線と呼ばれるようになった。その後、台湾南部に位置する紅島礁と台湾の間へこの線を延長する説もある。
一方、これと関連してM.ウェーバーが淡水魚の研究をもとに、チモール島の東からセラム、モルッカの西を通り太平洋へ抜ける境界線を提唱し、これは現在ではウェーバー線と呼ばれる。この線より東は完全にオーストラリア系、西には東南アジアの要素が入ると言う。つまり、ウォレス線とウェーバー線の間の部分が旧熱帯区とオーストラリア区の中間的部分だと言える。
現代の視点で言えば、東洋区の生物相は、アジア大陸を中心に発達したものであり、これに対してオーストラリア区の生物相はそれと隔離されて発展してきたものが、大陸の移動により接近したことで、その接触面において少しずついり交じりつつあるのを見ているわけである。なお、スラウェシ島（セレベス島）はウォレス線より東にあり、オーストラリア系の要素が強いが、バビルサのように固有の真獣類が生息する。これは、この島がもともとはオーストラリア側とアジア側の２つの島であり、それらが接触して一つになったのが今のこの島なのではないかと言われている。

## 日本の場合
日本に関して設定された分布境界線として、有名なものには以下のようなものがある。

### 海峡に設定されたもの
- 宮部線：択捉島の北・得撫島との間。

トドマツ、エゾマツ、ミズナラなどの植物の分布境界線。植物学者宮部金吾にちなむ。この線から南の植物は北海道のものと一致する。
- 八田線（宗谷線）：両生類、爬虫類などの分布の違いから宗谷海峡（北海道と樺太の間）に引かれた分布の境界線[1]。

両生類・爬虫類および淡水産無脊椎動物の研究をもとに、1910年に八田三郎が提唱。多くの動物の北限が北海道内にあり、北海道以南を満州亜区、樺太以北をシベリア亜区とする。北海道を満州亜区とシベリア亜区の推移地区と考える場合もある。日本北方周辺の分布境界線としては八田線が重要との見方もある。
- ブラキストン線：津軽海峡（本州と北海道の間）に引かれた分布の境界線。

トーマス・ブラキストンが鳥類の研究を元に提唱。他、哺乳類に適合する。ここを北限とするものにニホンザル・カモシカ・ムササビ・ヤマネ・モグラ科・ヤマドリ・アオゲラ・ツキノワグマが、南限とするものにはヒグマ・エゾシマリス・ヤマゲラ・エゾライチョウ・エゾヤチネズミ・クロテン・ナキウサギなどがある。
- 対馬線（対馬海峡線）：対馬海峡（壱岐と対馬の間）に引かれた分布の境界線。

大陸系の哺乳類ツシマヤマネコ、爬虫類アカマダラなどが対馬に分布することから。ただし対馬には日本固有種の分布も多く、朝鮮海峡線のほうが分布の境界線としては重要との見方もある。
- 朝鮮海峡線：朝鮮海峡（対馬と朝鮮半島の間）の境界線。

対馬には本州・九州などと共通する種も多く朝鮮半島との間の生物境界線は対馬線ではなく、むしろ朝鮮海峡線としたほうがよいとする説がある。またこの朝鮮海峡線と対馬線とを複合させて一つの境界線とする見方もあり、この場合、対馬は隣接地区間の推移地区とみなされる。
- 渡瀬線：名は渡瀬庄三郎が1912年に指摘したことに由来[3]。トカラ構造海峡とも呼ばれる、トカラ列島南部の悪石島と小宝島の間に引かれた動植物の分布の境界線[4]。

この線を南限とするものにはニホンザル、ムササビ、ニホンカモシカなど。これより南に産するものとしてはルリカケス、アマミノクロウサギなど、またトゲネズミ、ケナガネズミなどは台湾よりさらに南のインドネシアに関連が深い。他にもニホンマムシとハブの境界など。この線を境として北は旧北亜区（中国・日本地方区）、南は東洋亜区に属することになる。多くの動物がこの線を境として分布を異にしている。
- 三宅線：九州と屋久島・種子島の間（大隅海峡）の境界線。

昆虫の研究を元に設定。南方系の蝶類はこの線を北限としているものが多く、このことから江崎悌三が1929年に昆虫学者三宅恒方にちなんで名づけた。その他の動物は渡瀬線を境界にするものが多い。
- 蜂須賀線：沖縄諸島と八重山諸島の間に引かれた分布の境界線。

八重山の陸産貝や淡水性の甲殻類には台湾との共通種が見られる。鳥類の分布の違いから蜂須賀正氏が1926年に提唱、山階芳麿が命名した。

### 陸上に引かれたもの
- 本州南岸線

サンカメイガの分布北限。年間最低気温が-3.5℃にほぼ一致する。
- ハマオモト線

ハマユウの分布北限。年最低気温の平均-3.5℃の等温線および年平均気温15℃の等温線とほぼ合致している。1938年に小清水卓二が提唱、命名した。
上記二線はもとになった生物は異なるものの、線の位置も、その意味付けもほぼ同一である。この線をほぼ分布境界とする生物は他にも多く、熱帯系の、耐寒性の弱い生物の分布境界としての意味を持つと見られる。
- シュミット線

北樺太西岸ヅエと南樺太東岸内路を結ぶ線で、植物の日本固有種の北限。戦前の樺太を調査したフリードリッヒ・カール・シュミットの名にちなむ。